# フルオレセイン
フルオレセイン (fluorescein) は顕微鏡観察に用いられる蛍光色素の一種である。他にも色素レーザーの媒体、法医学や血清学における血痕の探索、色素追跡用途などに広く利用されている。

## 概要
フルオレセインは1871年、アドルフ・フォン・バイヤーにより発見された。フルオレセインの吸収極大は波長 494nm（青色光）、放出する蛍光の極大は 521nm（緑色光、水中）であり、励起にはアルゴンレーザーなどが利用できる。また等吸収点（全てのpHで等しい吸収を示す点）を 460nm に持つ。フルオレセインには「レソルシノールフタレイン」など多くの別名や慣用名がある。着色料としては「D＆Cイエロー7」および「D＆Cイエロー8」（二ナトリウム塩）の名で知られている。

## 化学的・物理的特性
フルオレセインの電離平衡における pKa は 6.4 である。従ってフルオレセインは pH 5 〜 9 の範囲で pH 依存性の吸収と蛍光放出を示す。また、プロトン化/脱プロトン化されたフルオレセインの蛍光寿命はおよそ 3 〜 4 ns であり、これを利用して pH を測定することもできる。この寿命は時間相関単一光子計数法 (time-correlated single photon counting; TCSPC) や蛍光寿命測定装置によって知ることができる。

## 誘導体
フルオレセインには、フルオレセインイソチオシアネート (FITC) に代表される多くの誘導体が存在する。FITCはフルオレセインの水素原子の一つをイソチオシアネート基で置換した化合物であり、この部位でチオ尿素結合を形成し、細胞内タンパク質の第一級アミンと結合する。また、フルオレセイン骨格にスクシンイミジルエステルを付加したN-ヒドロキシスクシンイミド (N-hydroxysuccinimide; NHS) フルオレセインもアミンに対する結合性を持っており、良く用いられる化合物の一つである。
その他の誘導体としては、オレゴングリーン、トーキョーグリーン、SNAFL、カルボキシフルオレセイン、カルボキシフルオレセインジアセテート (carboxy fluorescein diacetate; CFDA) などがある。これらの誘導体はAlexa (Molecular Probes) や DyLight（ピアス社）といった新参の色素と共に、より高い光安定性、多彩なスペクトル特性・結合特性が要求される化学・生物学用のアプリケーションに仕立てられ、利用されている。

## 合成
フルオレセインの合成は無水フタル酸とレソルシノールを反応物とし、塩化亜鉛の存在下でフリーデル・クラフツ反応を経て行われる。
反応触媒としては、塩化亜鉛の他にスルホン酸も用いられる。

## 利用

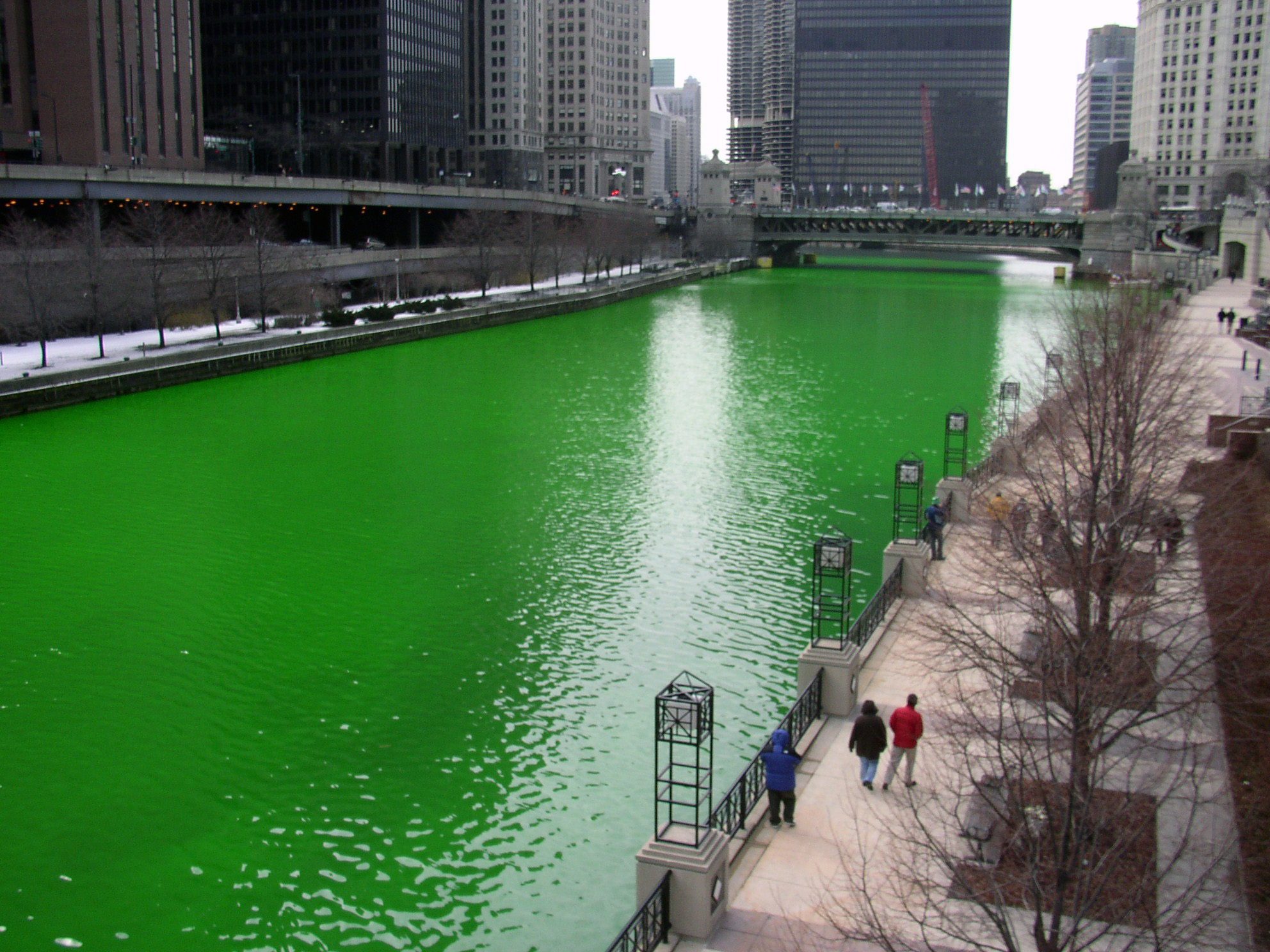
フルオレセインで緑に染められたシカゴ川

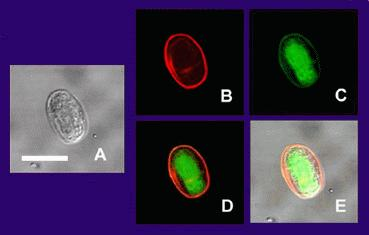
ランブル鞭毛虫のシスト。A：微分干渉像、BDE赤：シスト壁（フルオレセイン）、CDE緑：シスト (CFDA)

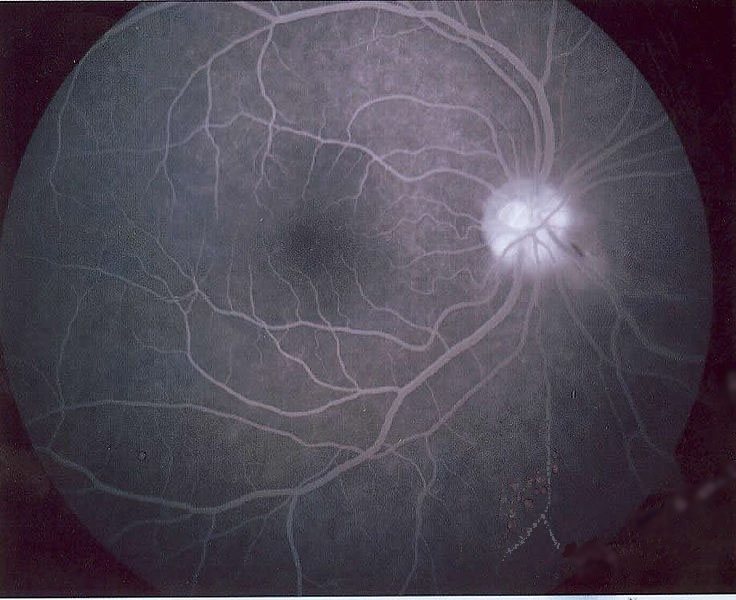
フルオレセインを用いた網膜の血管造影

### 入浴剤
フルオレセインは入浴剤に添加する着色料として使われる。日本におけるこのような使用例については、薬事法の規定に基づいた、医薬品等に使用することができるタール色素を定める省令によって黄色201号として指定されている。

### 河川での利用
フルオレセインの最も大々的な利用は聖パトリックの祝日に見られる。シカゴ川にこの色素を投入して緑色に染めるのである。1962年には 45kg のフルオレセインが投入されているが、2005年では 18kg に減っている。他に、水溶性のフルオレセインを雨水に添加して、環境中での水の行方や水漏れを追跡するなどの用法もある。オーストラリアやニュージーランドでは変性アルコールの検出にも使われている。

### 生物学
細胞生物学や免疫組織化学において、前述のようなイソチオシアネート化合物は細胞の標識と追跡に用いられ、蛍光顕微鏡やフローサイトメトリーに使われる。生物学的に活性のある分子（抗体など）を付加したフルオレセインも普及しており、細胞内の特定のタンパク質や微細構造を標識する用途で利用されている。
また、フルオレセインは核酸と結合させてハイブリダイゼーション用のプローブとしても利用される（→FISH法）。これらのアプリケーションではフルオレセインと共にジゴキシゲニンも良く使われ、単一サンプルの多重染色では併用される事も多い。

### 眼科学
フルオレセインナトリウムは眼科学における診断試薬として広く使われている。溶液を眼に滴下したり、静脈に注射したりする事によって血管造影を行う。フルオレセイン点眼は角膜の擦過傷、潰瘍、角膜ヘルペス、ドライアイなどの診断に効果的である。一方造影は加齢黄斑変性、糖尿病網膜症、眼内の炎症・腫瘍などの識別に利用される。